# Rib Lake (hrabstwo Taylor)
Rib Lake – wieś w Stanach Zjednoczonych, w stanie Wisconsin, w hrabstwie Taylor.